# موريس دون
موريس دون (بالإنجليزية: Maurice Dunne)‏ هو لاعب كرة قدم ومدرب كرة قدم بريطاني، ولد في 19 يونيو 1947. لعب مع نادي دمبرتون.